# Mazaricos
Mazaricos ist eine spanische Gemeinde in der Autonomen Gemeinschaft Galicien. Mazaricos ist auch eine Stadt und eine Parroquia, Der Verwaltungssitz der Gemeinde ist A Picota. Die 3.719 Einwohner (Stand: 2024), leben auf einer Fläche von 187,30 km², 84 km von der Provinzhauptstadt A Coruña entfernt.

## Bevölkerungsentwicklung der Gemeinde
Quelle: INE-Archiv – grafische Aufarbeitung für Wikipedia

## Gemeindegliederung
Die Gemeinde Mazaricos ist in zwölf Parroquias gegliedert:
| Parroquias        | Patrozinium  | Einwohner 2024 | Fläche km² | Dichte Einw./km² | Höhe msnm | Ortskennzahl |
| ----------------- | ------------ | -------------- | ---------- | ---------------- | --------- | ------------ |
| Alborés           | San Mamede   | 204            | 7,83       | 26               | 320       | 15045010000  |
| Antes             | San Cosme    | 304            | 9,86       | 31               | 326       | 15045020000  |
| Arcos             | Santiago     | 249            | 22,36      | 11               | 253       | 15045030000  |
| Beba              | San Xián     | 305            | 12,86      | 24               | 309       | 15045050000  |
| Coiro             | Santa María  | 357            | 29,53      | 12               | 346       | 15045060000  |
| Colúns            | San Salvador | 297            | 23,57      | 13               | 264       | 15045070000  |
| Corzón            | San Cristovo | 236            | 9,77       | 24               | 283       | 15045080000  |
| Chacín            | Santa Baia   | 579            | 22,67      | 26               | 317       | 15045090000  |
| As Maroñas        | Santa Mariña | 291            | 12,91      | 23               | 320       | 15045110000  |
| Mazaricos         | San Xoán     | 591            | 9,77       | 60               | 294       | 15045120000  |
| San Fins de Eirón | San Fins     | 237            | 10,90      | 22               | 344       | 15045100000  |
| Os Vaos           | San Tomé     | 87             | 12,86      | 7                | 326       | 15045040000  |

## Wirtschaft
| Ackerbau, Viehzucht und Fischerei                                                  | 0454  | 033,19 |
| Industrie                                                                          | 0166  | 012,13 |
| Bauwirtschaft                                                                      | 0147  | 010,75 |
| Dienstleistungsbetriebe                                                            | 0601  | 043,93 |
| Total                                                                              | 1.368 | 100,00 |
| * Daten aus dem Statistischen Amt für Wirtschaftliche Entwicklung in Galicien, IGE |       |        |

## Sehenswürdigkeiten

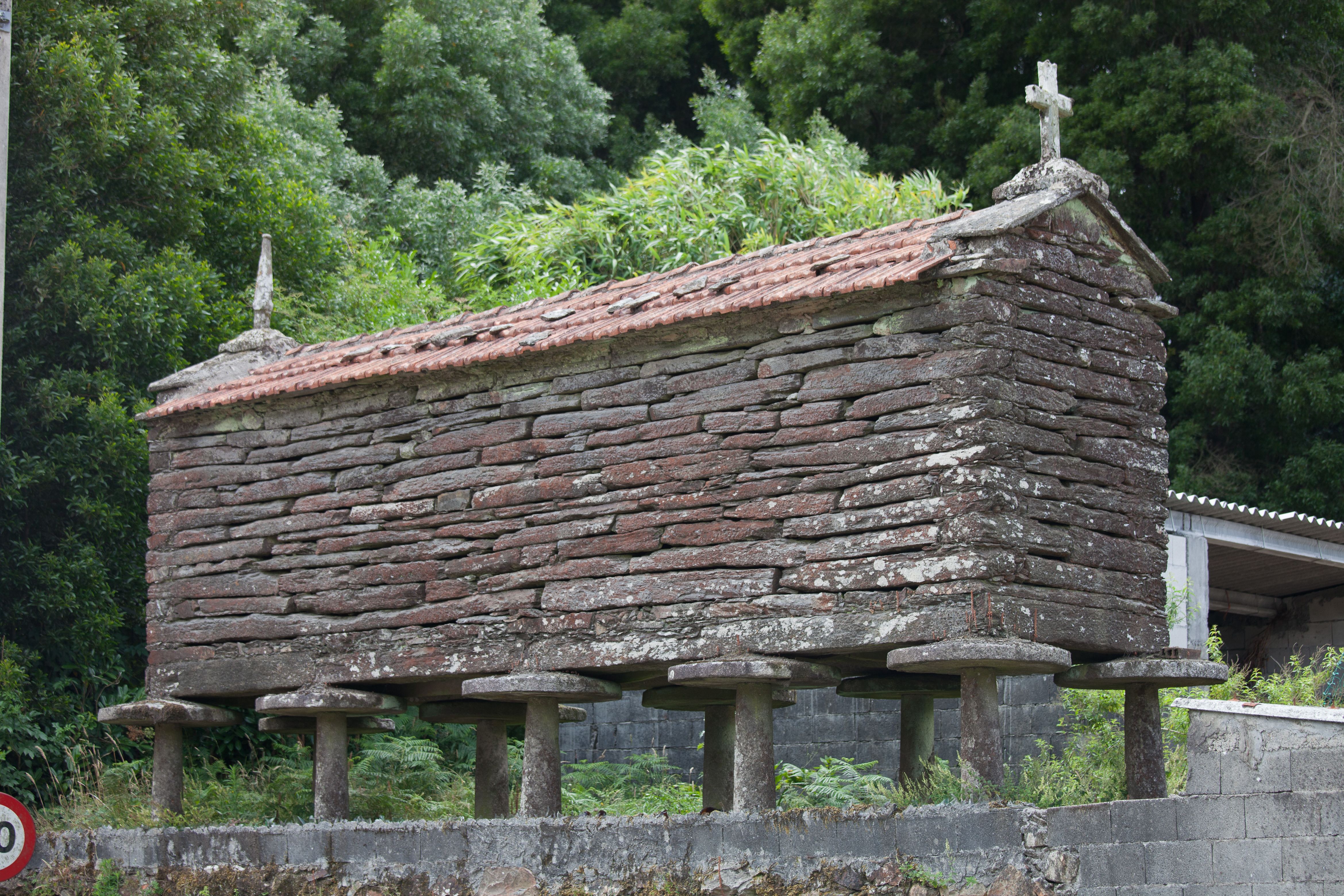
Horreo der Einsiedelei San Xosé de Val

- Pfarrkirchen der Parroquias bieten einen Einblick in die religiöse Architektur der Region
- In der Gemeinde findet man noch sehr alte, steinerne Hórreos aus mehreren Jahrhunderten